# William Seabrook
William Buehler Seabrook (ur. 1886, zm. 1945), amerykański dziennikarz, podróżnik i literat. Wykształcenie zdobył w Szwajcarii, a w czasie I wojny światowej służył w armii francuskiej. Po jej zakończeniu pracował dla dziennika "New York Times" oraz zaprzyjaźnił się z Aleisterem Crowleyem. Pracę porzucił na rzecz pisarstwa.
Zasłynął jako autor powieści awanturniczych oraz reportaży z podróży, pisanych - co charakterystyczne - w pierwszej osobie liczby pojedynczej. Spędził dwa lata wśród arabskich plemion koczowniczych, opisywał też Czarną Afrykę, kanibalizm, czarną magię. Odwiedził ponadto Haiti. Stamtąd pochodzi jego najsłynniejsza powieść, Magiczna wyspa, która zainteresowała Amerykanów religią voodoo oraz wprowadziła zombie do literatury popularnej.
W połowie lat 30. Seabrook popadł w alkoholizm. By się uleczyć, kazał zamknąć się na pół roku w celi (co opisał w powieści Asylum). W wydanej kilka lat później autobiografii No Hiding Place przyznał jednak, że nie ma dla niego ratunku. Zmarł w 1945 roku po przedawkowaniu środków nasennych.